# Clairoix
Clairoix település Franciaországban, Oise megyében. Lakosainak száma 2220 fő (2022. január 1.). Clairoix Bienville, Choisy-au-Bac, Compiègne, Coudun, Janville, Longueil-Annel és Margny-lès-Compiègne községekkel határos.

## Népesség
A település népességének változása:
| Lakosok száma | 2112 | 2140 | 2224 | 2165 | 2190 | 2224 | 2245 | 2232 | 2220 |
|               | 2013 | 2015 | 2016 | 2017 | 2018 | 2019 | 2020 | 2021 | 2022 |